# Roberts Radio

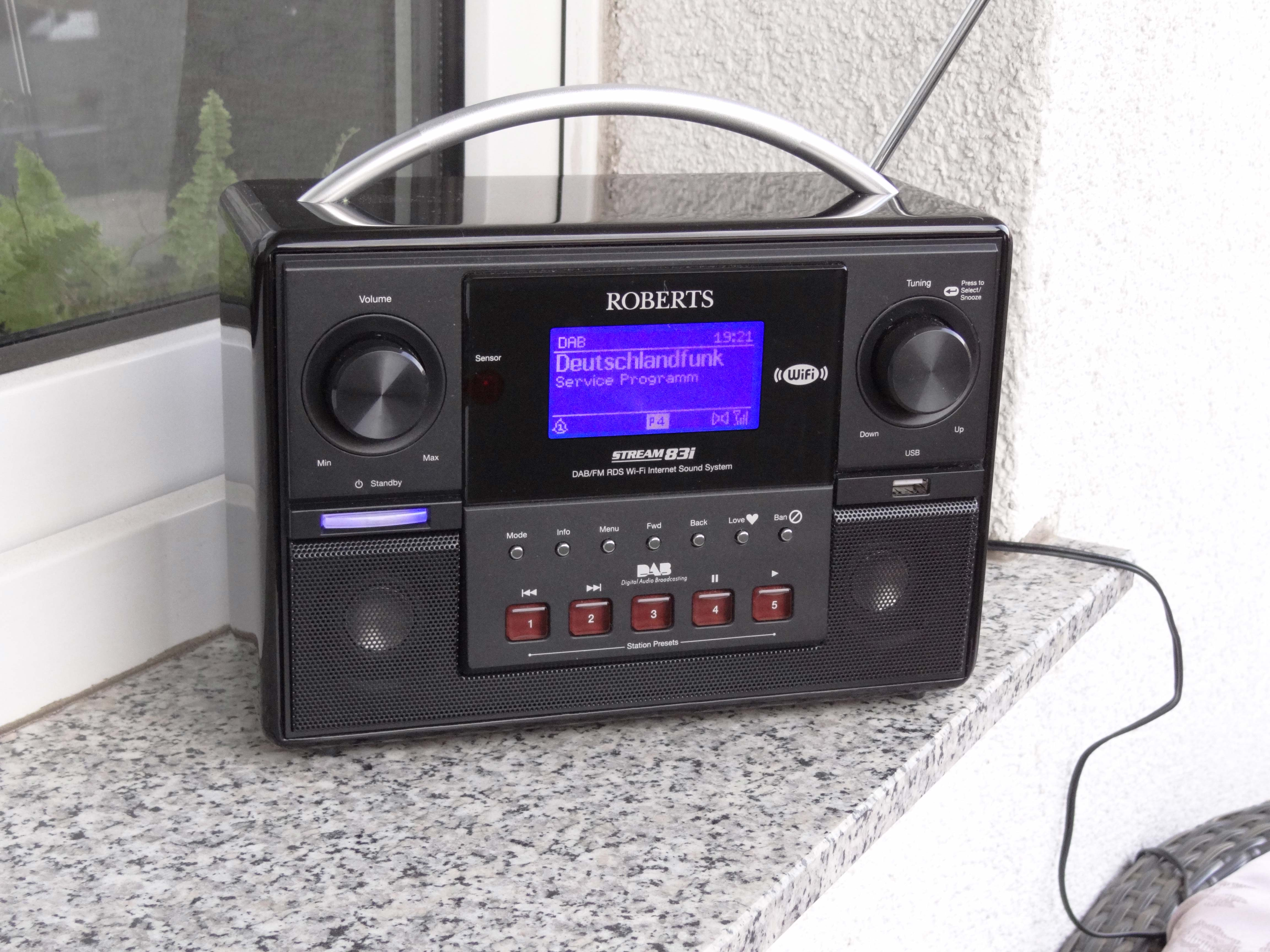
Empfangsgerät stream 83i für Internet (Wi-Fi), DAB+ und UKW (Baujahr 2011)

Roberts Radio (offiziell: Roberts Radio Limited) ist ein Industrieunternehmen aus Großbritannien, welches vorwiegend in der Branche der Unterhaltungselektronik tätig ist. Sitz des Unternehmens ist Mexborough, South Yorkshire, England.

## Geschichte
Roberts-Radio wurde 1932 von Harry Roberts und seinem Partner Leslie Bidmead gegründet. Das Unternehmen produziert seit den 1930er Jahren Radios.